# 소속변호사
소속변호사(Associate Lawyer)는 로펌에 채용된 변호사를 말한다. 영어 명칭을 줄여서 어쏘 또는 어쏘 변호사라고도 부른다. 로펌마다 차이는 있으나, Senior Associate Lawyer를 거쳐 입사한 지 7년에서 10년 정도가 되면 구성원변호사(Partner Lawyer, 보통 파트너라고 부른다)가 된다.

## 패러리걸
패러리걸과 어쏘 변호사는 다르다. 패러리걸은 변호사가 아니며, 한국 대형로펌에서는 임금이 시간당 10만원으로 어쏘의 시간당 30만원에 비해 3배 차이난다. 패러리걸은 승진을 못하고, 독립해서 변호사 사무실을 열 수 없다. 미국 대형로펌의 패러리걸 초임은 연봉 5만달러(5천만원)이다.